# IDGAF (Dua Lipa)
IDGAF (acronimo di I Don't Give a Fuck) è un singolo della cantante britannica Dua Lipa, pubblicato il 12 gennaio 2018 come settimo estratto dal primo album in studio Dua Lipa.
Il brano è stato scritto e composto dalla stessa cantante in collaborazione con Uzoechi Emenike, Lawrence Principato, Skyler Stonestreet, Jason Dean e Joseph Kirkland.

## Accoglienza
Scrivendo per la rivista Clash, Alex Green ha definito IDGAF la traccia migliore dell'album, aggiungendo che «prende percussioni decise, quasi militaristiche, e le combina con un testo che è fra i più taglienti di Dua Lipa»".

## Video musicale
Il video musicale è stato reso disponibile tramite il canale YouTube della cantante il 12 gennaio 2018. Girato nell'arco di 22 ore sotto la direzione del regista Henry Scholfield, il video di IDGAF vede una Dua Lipa vestita di blu affrontare una Dua Lipa in abiti rossi, accompagnate da un gruppo di ballerine che indossando dei completi simili svolgono una coreografia sincronizzata. Scholfield ha affermato di voler «rappresentare il significato di autoaffermazione del brano, andando oltre l'interpretazione al livello di rottura di una relazione». La cantante interpreta il video come «la parte più forte e quella più debole della persona che lottano e finiscono per realizzare che l'amore per se stessi è ciò che aiuta a superare la negatività che si presenta nel corso della vita».

## Tracce
Download digitale, streaming
1. IDGAF – 3:38

Download digitale, streaming (EP remix)
1. IDGAF (Hazers Remix) – 4:00
2. IDGAF (Anna of the North Remix) – 3:40
3. IDGAF (Darius Remix) – 6:46
4. IDGAF (Young Franco Remix) – 3:14

Download digitale, streaming (EP remix)
1. IDGAF (Initial Talk Remix) – 3:27
2. IDGAF (Rich Brian & Diablo Remix) – 3:12
3. IDGAF (B Case Remix) – 3:15
4. IDGAF (feat. Saweetie) – 3:58
5. IDGAF (Acoustic) – 3:37

## Formazione
Musicisti
- Dua Lipa – voce
- Stephen "Koz" Kozmeniuk – basso, batteria, pianoforte, sintetizzatore
- Larzz Principato – chitarra
- MNEK – coro aggiuntivo
- Todd Clark – coro aggiuntivo

Produzione
- Stephen "Koz" Kozmeniuk – produzione
- Larzz Principato – co-produzione
- Lorna Blackwood – produzione vocale
- Joel Peters – ingegneria del suono
- Jeff Gunnell – assistenza all'ingegneria del suono
- John Davis – mastering
- Josh Gudwin – missaggio

## Classifiche

### Classifiche settimanali
| Classifica (2018-19) | Posizione massima |
| -------------------- | ----------------- |
| Australia            | 3                 |
| Austria              | 6                 |
| Belgio (Fiandre)     | 4                 |
| Belgio (Vallonia)    | 3                 |
| Canada               | 29                |
| Croazia              | 1                 |
| Danimarca            | 17                |
| Estonia              | 5                 |
| Finlandia            | 17                |
| Francia              | 71                |
| Germania             | 12                |
| Grecia               | 6                 |
| Irlanda              | 1                 |
| Italia               | 12                |
| Lettonia             | 6                 |
| Lituania             | 81                |
| Lussemburgo          | 9                 |
| Malaysia             | 4                 |
| Norvegia             | 5                 |
| Nuova Zelanda        | 5                 |
| Paesi Bassi          | 8                 |
| Polonia              | 3                 |
| Portogallo           | 7                 |
| Regno Unito          | 3                 |
| Repubblica Ceca      | 4                 |
| Romania              | 55                |
| Singapore            | 7                 |
| Slovacchia           | 3                 |
| Slovenia             | 9                 |
| Spagna               | 31                |
| Stati Uniti          | 49                |
| Svezia               | 15                |
| Svizzera             | 19                |
| Ungheria             | 3                 |

### Classifiche di fine anno
| Classifica (2018) | Posizione |
| ----------------- | --------- |
| Australia         | 18        |
| Austria           | 41        |
| Belgio (Fiandre)  | 10        |
| Belgio (Vallonia) | 46        |
| Brasile           | 76        |
| Canada            | 64        |
| Croazia           | 12        |
| Danimarca         | 40        |
| Estonia           | 13        |
| Francia           | 123       |
| Germania          | 48        |
| Irlanda           | 5         |
| Islanda           | 20        |
| Italia            | 32        |
| Nuova Zelanda     | 15        |
| Paesi Bassi       | 35        |
| Polonia           | 40        |
| Regno Unito       | 11        |
| Slovenia          | 27        |
| Spagna            | 71        |
| Stati Uniti       | 98        |
| Svezia            | 43        |
| Svizzera          | 66        |
| Ungheria          | 11        |
| Classifica (2019) | Posizione |
| Portogallo        | 171       |